# Charles Bouillaud
Charles Bouillaud (* 11. Mai 1904 in Nointot; † 12. Juni 1965 in 12. Arrondissement, Paris) war ein französischer Schauspieler.

## Leben
Charles Bouillaud wurde 1904 in Nointot geboren. Er war Vater des Schauspielers Jean-Claude Bouillaud (1927–2008). Er ist auf dem Cimetière parisien d’Ivry (Val-de-Marne) begraben. Sein schauspielerisches Schaffen seit 1938 bis zuletzt 1965 umfasst mehr als 150 Produktionen.

## Filmografie
- 1938: Hôtel du Nord
- 1946: Vatersorgen (Gringalet)
- 1949: Ein Herz aus Gold (Le Cœur sur la main)
- 1949: Die Guillotine ist weg (La Veuve et l’Innocent)
- 1950: Radio X spielt auf (Nous irons à Paris)
- 1950: Gott braucht Menschen (Dieu a besoin des hommes)
- 1951: Abenteuer in Venedig (Massacre en dentelles)
- 1952: Der Damenfriseur (Coiffeur pour dames)
- 1952: Wir sind alle Mörder (Nous sommes tous des assassins)
- 1953: Die Abenteuer der drei Musketiere (Les Trois Mousquetaires)
- 1953: Der Gemüsehändler von Paris (Crainquebille)
- 1953: Rasputin (Raspoutine)
- 1954: Vor der Sintflut (Avant le déluge)
- 1954: Wer nimmt die Liebe ernst? (Cadet Rousselle)
- 1954: La Contessa di Castiglione
- 1955: Ich wurde zum Verräter (Interdit de séjour)
- 1955: Der Weg ins Verderben (Des gens sans importance)
- 1955: Die schwarze Akte (Le Dossier noir)
- 1955: Männer in Weiß (Les Hommes en blanc)
- 1955: Gas-Oil
- 1955: Familie Duraton (Les Duraton)
- 1955: Der Graf von Orly (Milord l’Arsouille)
- 1955: Die Liebe der Lady Chatterley (L’Amant de Lady Chatterley)
- 1955: Küsse, Kugeln und Kanonen (Je suis un sentimental)
- 1955: Wie verlorene Hunde (Chiens perdus sans collier)
- 1956: Der Liebesroman einer Königin (Marie-Antoinette reine de France)
- 1956: Der Mann, der die Millionen fand (Toute la ville accuse)
- 1956: Das Gänseblümchen wird entblättert (En effeuillant la marguerite)
- 1956: Das Rad (La Roue)
- 1956: Ein Schatten auf dem Dach (Je reviendrai à Kandara)
- 1956: Straße des Glücks (The Happy Road)
- 1956: Das Gesetz der Straße (La Loi des rues)
- 1956: Die Wölfe (Pardonnez nos offenses)
- 1957: Hyänen unter sich (Jusqu’au dernier)
- 1957: Die Nacht bricht an (Le rouge est mis)
- 1957: Der große Senechal (Sénéchal le magnifique)
- 1957: Ariane – Liebe am Nachmittag (Love in the afternoon)
- 1957: Arsène Lupin, der Millionendieb (Les Aventures d’Arsène Lupin)
- 1957: Weiße Fracht aus Paris (Cargaison blanche)
- 1957: Spione am Werk (Les Espions)
- 1957: Die Mausefalle (Porte des Lilas)
- 1957: Paris tabu (Mademoiselle Strip-tease)
- 1957: Meine Frau ist zum Schreien (Les femmes sont marrantes)
- 1957: Gefährliche Eva (Le désir mène les hommes)
- 1957: Heiße Küsse, scharfe Schüsse (Incognito)
- 1958: Kriminalpolizei (Police judiciaire)
- 1958: Polizeiaktion Dynamit (BR Deutschland) oder Es geschieht Punkt 10... (DDR) (Échec au porteur)
- 1958: Kommissar Maigret stellt eine Falle (Maigret tend un piège)
- 1958: Sei schön und halt den Mund (Sois belle et tais-toi)
- 1958: Der zweigesichtige Spiegel (Le Miroir à deux faces)
- 1958: Leben und lieben lassen (Un drôle de dimanche)
- 1959: Bobosse
- 1959: Ich begehre Dich (Asphalte)
- 1959: Der Mörder kam um Mitternacht (Un témoin dans la ville)
- 1959: Der Gendarm von Champignol (Le Gendarme de Champignol)
- 1959: Im Kittchen ist kein Zimmer frei (Archimède le clochard)
- 1959: Babette zieht in den Krieg (Babette s’en va-t-en guerre)
- 1959: Die Schüler (Le Chemin des écoliers)
- 1959: Wiesenstraße 10 (Rue des prairies)
- 1960: Die unfreiwillige Weltreise der Familie Fenouillard (La Famille Fenouillard)
- 1960: Eddie geht aufs Ganze (Comment qu’elle est)
- 1960: Sklavinnen der Pirateninsel (Marie des Isles)
- 1960: Ein Herr ohne Kleingeld (Le Baron de l’écluse)
- 1960: Der Himmel ist schon ausverkauft (Les Vieux de la vieille)
- 1960: Die Französin und die Liebe (La Française et l’Amour)
- 1960: Die Wahrheit (La Vérité)
- 1960: Der Umstandskrämer (Les Tortillards)
- 1961: Die Haut und die Knochen (La Peau et les Os)
- 1961: Im Zeichen der Lilie (Le Miracle des loups)
- 1961: Bevor das Licht verlöscht (L’Imprévu)
- 1961: Der Präsident (Le Président)
- 1961: Noch nach Jahr und Tag (Une aussi longue absence)
- 1961: Der Herr mit den Millionen (Le cave se rebiffe)
- 1961: Galante Liebesgeschichten (Amours célèbres)
- 1961: Die dritte Dimension (Le Couteau dans la plaie)
- 1962: Der Mörder steht im Telefonbuch (L’assassin est dans l’annuaire)
- 1962: Ein Affe im Winter (Un singe en hiver)
- 1962: Auch Stehlen will gelernt sein (Arsène Lupin contre Arsène Lupin)
- 1962: Der Graf mit der eisernen Faust (Les Mystères de Paris)
- 1962: Der Teufel mit der weißen Weste (Le Doulos)
- 1962: Hübscher als die Polizei erlaubt (Comment réussir en amour)
- 1962: Nacht der Erfüllung (Le Jour et l’Heure)
- 1963: Diamanten-Story (Cherchez l’idole)
- 1963: Am Ende aller Wege (Le Glaive et la Balance)
- 1963: Lautlos wie die Nacht (Mélodie en sous-sol)
- 1963: Maigret sieht rot! (Maigret voit rouge)
- 1964: Interpol jagt leichte Mädchen (Requiem pour un caïd)
- 1964: Radieschen von unten (Des pissenlits par la racine)
- 1964: FBI-Agent Cooper – Der Fall Tex (Coplan prend des risques)
- 1964: Dünkirchen, 2. Juni 1940 (Week-end à Zuydcoote)
- 1965: Der Tag danach (Up from the beach)